# Stipa kolakovskyi
Stipa kolakovskyi är en gräsart som beskrevs av Nikolai Nikolaievich Tzvelev. Stipa kolakovskyi ingår i släktet fjädergrässläktet, och familjen gräs. Inga underarter finns listade i Catalogue of Life.